# Kalendarium historii Kenii
Kalendarium historii Kenii – uporządkowany chronologicznie, począwszy od czasów najdawniejszych aż do współczesności, wykaz dat i wydarzeń z historii Kenii i jej terytorium.

## Prehistoria i neolit

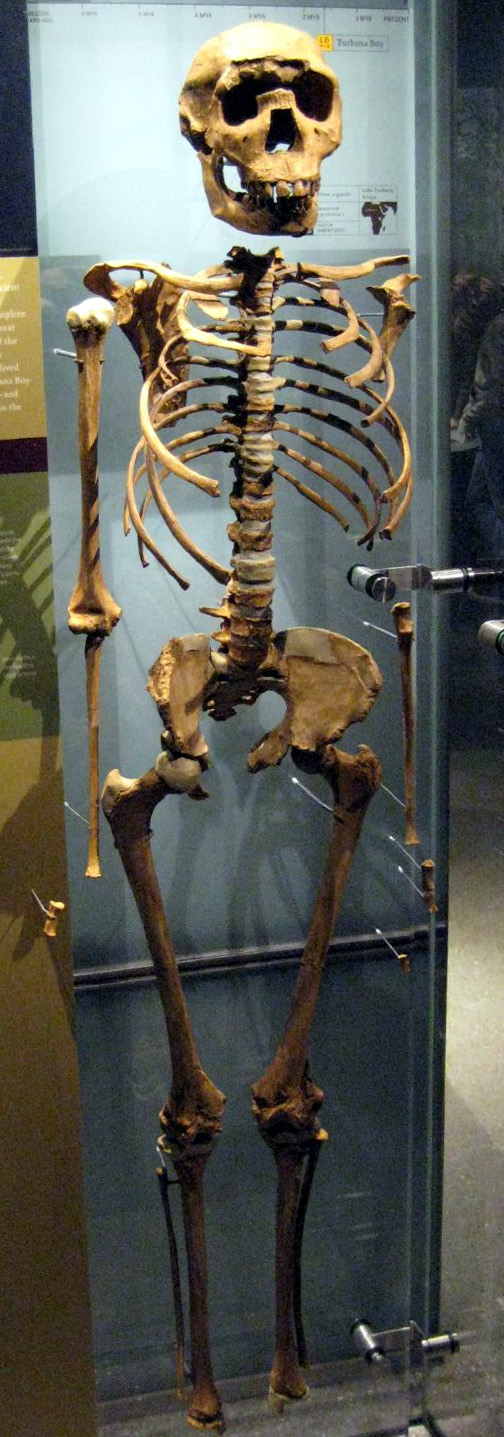
Chłopiec z Nariokotome

- 6–1 mln lat p.n.e. – obecność wczesnych hominidów, m.in. Orrorin tugenensis[1], Australopithecus anamensis[2]; ślady kultury aszelskiej (1 mln lat p.n.e.) w okolicach Kariandusi[3]
- 3,2 mln lat p.n.e. – najstarsze znalezione na świecie narzędzia kamienne, znalezione koło jeziora Turkana[4]
- 1,6 mln lat p.n.e. – obecność Homo erectus poświadczona przez jeden z kompletniejszych szkieletów tego gatunku – Chłopiec z Nariokotome
- 2000–1000 p.n.e. – łowiecko-zbierackie osadnictwo przodków plemion Khoisan[5]; napływ północnoafrykańskich plemion kuszyckich[2].
- 1000–500 n.e. – ekspansja plemion Bantu

## Starożytność i średniowiecze
- I–V w. n.e. – tereny Kenii odwiedzane są przez handlarzy i kupców z półwyspu Arabskiego, Grecji, Indii i Indonezji[2].
- VIII w. – większość państw-miast powstałych z osad handlowych rządzona jest przez przywódców muzułmańskich[2]
- VIII–XV w. – powstanie kultury i języka Suahili (Pate, Malindi, Mombasa)[2]
- ok. 1331 – podróżnik Muhammad Ibn Battuta odwiedza i opisuje Mombasę[6]
- 1418 – chiński admirał Zheng He ląduje w pobliżu Malindi[7]

## Panowanie Portugalczyków i Arabów

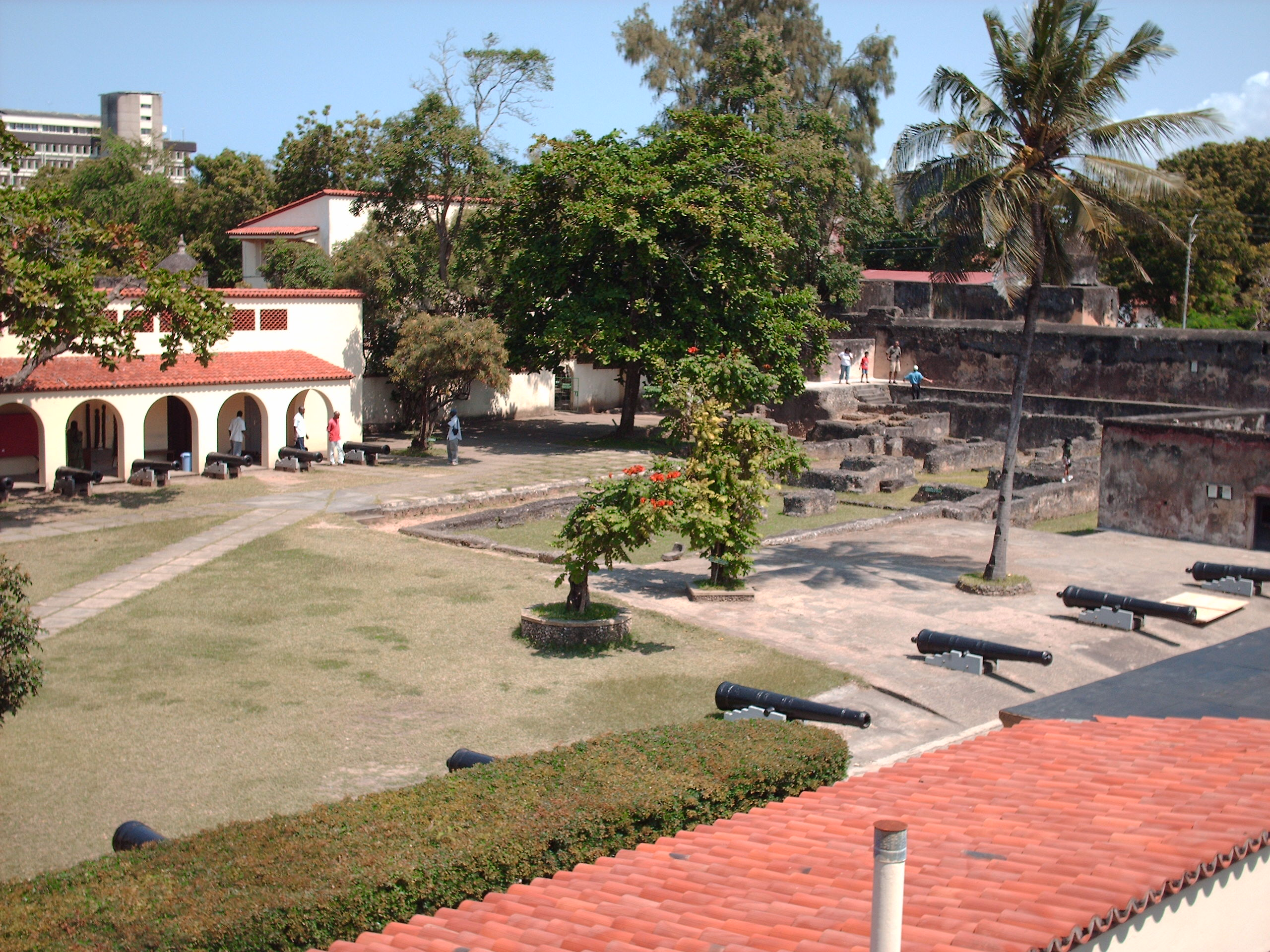
Pozostałości Fort Jesus

- 1498 – do Mombasy dociera Vasco da Gama[8]
- 1593 – budowa Fort Jesus w Mombasie[9]
- XVI–XVII w. – arabscy kupcy eksplorują interior ustanawiając karawany handlowe łączące zachodni (Uganda) i wschodni brzeg Afryki (Kenia); z mieszanki kultury arabskiej, shirazi, i innych afrykańskich kultur wybrzeża kształtuje się islamska kultura Suahili
- 1698 – zdobycie i utrata Fort Jesus przez Omańczyków[9]
- XVII–XIX w. – dominacja Arabów w regionie, nadal głównie na terenach nadbrzeżnych
- 1728 – bunt afrykańskich żołnierzy stacjonujących w Forcie Jezus[9]
- 1730 – Arabowi omańscy wypierają pozostałych Portugalczyków z wybrzeży Kenii i Tanzanii
- 1839 – Sa’id ibn Sultan przenosi stolicę Omanu z Maskatu do Zanzibaru
- 25 sierpnia 1846 – pierwsza misja chrześcijańska w Kenii założona przez Johanna Krapfa[2], autora tłumaczenia Biblii na Suahili[10]
- lata 50. XIX w. – pierwsze europejskie mapy interioru[2]
- koniec XIX w. – Omańczycy systematycznie tracą wpływy w regionie na rzecz Imperium Brytyjskiego i Niemiec, choć są obecni na Zanzibarze i w Pembie aż do 1964 roku; dynamiczny rozwój Zanzibaru jako portu (4-krotny wzrost przeładunku między 1859–1879) i centrum interesów (konsulaty Wielkiej Brytanii, Niemiec, Francji, USA)
- 1885–1890 – spór brytyjsko-niemiecki o protektorat nad Sułtanatem Zanzibaru; ostatecznie Niemcy odstępują Zanzibar w zamian za kontrolę nad wybrzeżem Tanganiki, przy sprzeciwie Waiyaki Wa Hinga – władcy Dagoretti

## Panowanie Brytyjczyków

Flaga Protektoratu Afryki Wschodniej

- 1895 – w wyniku bankructwa Kompanii Wschodnioafrykańskiej Wielka Brytania ustanawia Protektorat Afryki Wschodniej, obejmujący tereny do jeziora Naivasha
- 1895–1901 – budowa linii kolejowej Mombasa–Kisumu (do 1903 przedłużona do Ugandy)[11]
- 1902 – powiększenie Protektoratu o Ugandę i otwarcie jej na osadnictwo białych
- 1909 – administracja brytyjska ustanawia prawa zabraniające czarnoksięstwa[12]
- 1911–1913 – siłowe usuwanie Masajów z płaskowyżów Laikipia i Loieta, aby umożliwić osadnictwo białych
- 1914 – od razu po wybuchu I wojny światowej zarządcy sąsiadujących kolonii brytyjskich i niemieckich (Niemiecka Afryka Wschodnia) zawierają rozejm; łamie go wojskowy zarząd nad niemiecką kolonią, który poddaje się w Zambii 22 listopada 1918; mobilizacji podlegało ponad 400 000 Afrykanów[13]
- 1920 – Protektorat zostaje podzielony na Protektorat Ugandy i Kolonię Kenii)
- 1920–1921 – powstanie afrykańskich ruchów społeczno-niepodległościowych Piny Owacho i Young Kikuyu Association
- 1924 – rozwiązanie Young Kikuyu Association przez rząd; powstanie Kikuyu Central Association
- lata 30. XX wieku – interior zamieszkuje ok. 30 000 białych osadników, żyjących głównie z uprawy kawy i herbaty[14]; prawa do ziemi pozbawionych jest około 1 mln członków plemienia Kikuju
- 1939–1945 – Kenia staje się zapleczem brytyjskim w walce z wojskami włoskimi; ok. 100 000 Afrykanów trafia do armii[15] (King’s African Rifles) stanowiąc ważny element socjoekonomiczny społeczeństwo po wojnie
- 1944 – pierwszy Afrykanin, Eliud Mathu nominowany do rady legislacyjnej kolonii; powstanie wieloplemiennego Kenya African Study Union (KASU)[13]

### Droga do niepodległości

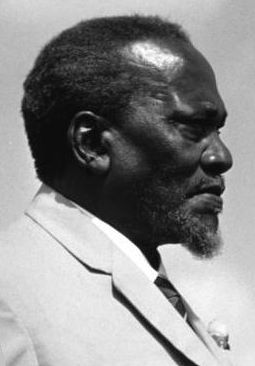
Jomo Kenyatta

- 1946 – KASU przekształca się w Kenya African Union (KAU), wspomagającej Eliuda Mathu
- 1947 – Jomo Kenyatta zostaje przewodniczącym KAU
- 1952 – Brytyjczycy pluralizują i wzmacniają uprawnienia rady legislacyjnej (14 obieralnych przedstawicieli z Europy, 6 desygnowanych z Afryki, 6 obieralnych z Azji, 2 Arabskich - jeden obieralny, jeden desygnowany przez gubernatora)
- 1952–1956 – Powstanie Mau Mau; Afrykańczycy uzyskują prawo do uprawy kawy
- 1958 – nowa konstytucja kolonii zwiększa reprezentację Afrykanów
- 1959 – mimo sprzeciwu zarządu kolonii rusza program stypendiów szkolnictwa wyższego dla Afrykanów; wsparty w 1960 przez Johna F. Kennedy’ego; skorzystała z niego noblistka Wangari Maathai[16]
- 1960 – konferencja londyńska między Afrykanami a osadnikami brytyjskimi; powstanie partii Kenya African National Union (KANU) i jej odłam KADU
- 1961 – przywódca powstania Mau Mau odzyskuje wolność; Kenyatta zostaje przewodniczącym KANU
- 1963 – wybory bez kwot rasowych; koalicja KADU-KANU zyskuje większość w obu izbach parlamentu; Jomo Kenyatta pierwszym prezydentem; zmiana konstytucji na rzecz centralizacji
- 12 grudnia 1963 – Kenia ogłasza niepodległość w ramach Wspólnoty Brytyjskiej, jako Dominium Kenii

## Rządy KANU

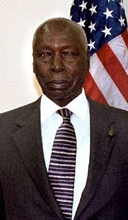
Daniel Moi

- lata 60. i 70. XX w – większość białych osadników opuszcza Kenię[15]; 120 tys. ze 176 tys. osadników z Indii opuszcza Kenię lub pozostaje przy obywatelstwie brytyjskim[17]; ze wsparciem Kanyetty, majątki przejmowane są głównie przez Kikujów[18]
- 1964 – wprowadzenie ustroju republikańskiego; dalsza centralizacja; samorozwiązanie KADU
- 1966 – powstanie Unii Kenijczyków (KPU) pod przewodnictwem Jaramogi Oginga Oding, z ludu Luo
- 1968 – wprowadzenie kontrowersyjnej ustawy Limitation of Action Act o modernizacji własności ziemi[19]
- 1969 – zabójstwo Toma Mboya; zamieszki między ludami Kikujów i Luo; delegalizacja KPU; jednopartyjność parlamentu[20]
- 1978 – śmierć Kanyetty; szefem KANU i prezydentem zostaje Daniel Moi, z ludu Kalendżin
- 1980 – masakra Somalijczyków w Garissie
- czerwiec 1982 – zgromadzenie narodowe zmienia konstytucję ustanawiając system jednopartyjny
- sierpień 1982 – próba zamachu stanu przez Kenijskie Siły Powietrzne i studentów stłumiona przez siły lądowe i oddziały GSU; ofiary cywilne[10]; grabieże sklepów prowadzonych przez Azjatów
- 1984 – masakra Somalijczyków w Wagalla
- 1991 – przywrócenie wielopartyjności pod naciskiem międzynarodowym; powstanie partii FORD (Jaramogi Oginga Oding)[10]
- 1992 – wybory prezydenckie wygrywa Daniel Moi
- 1993 – Bank Światowy i Międzynarodowy Fundusz Walutowy udziela pomocy Kenii w obsłudze jej długu międzynarodowego w zamian za obietnice reform gospodarczych[10]; wysiedlenia Kikujów, często przy zaangażowaniu wojska i policji[21]
- 1997 – wybory prezydenckie ponownie wygrywa Daniel Moi; KANU utrzymuje większość w parlamencie; dalsze zwiększenie pluralizmu (liczba partii zwiększona z 11 do 26)
- 7 sierpnia 1998 – zamachy na ambasady Stanów Zjednoczonych w Kenii i Tanzanii

## XXI wiek

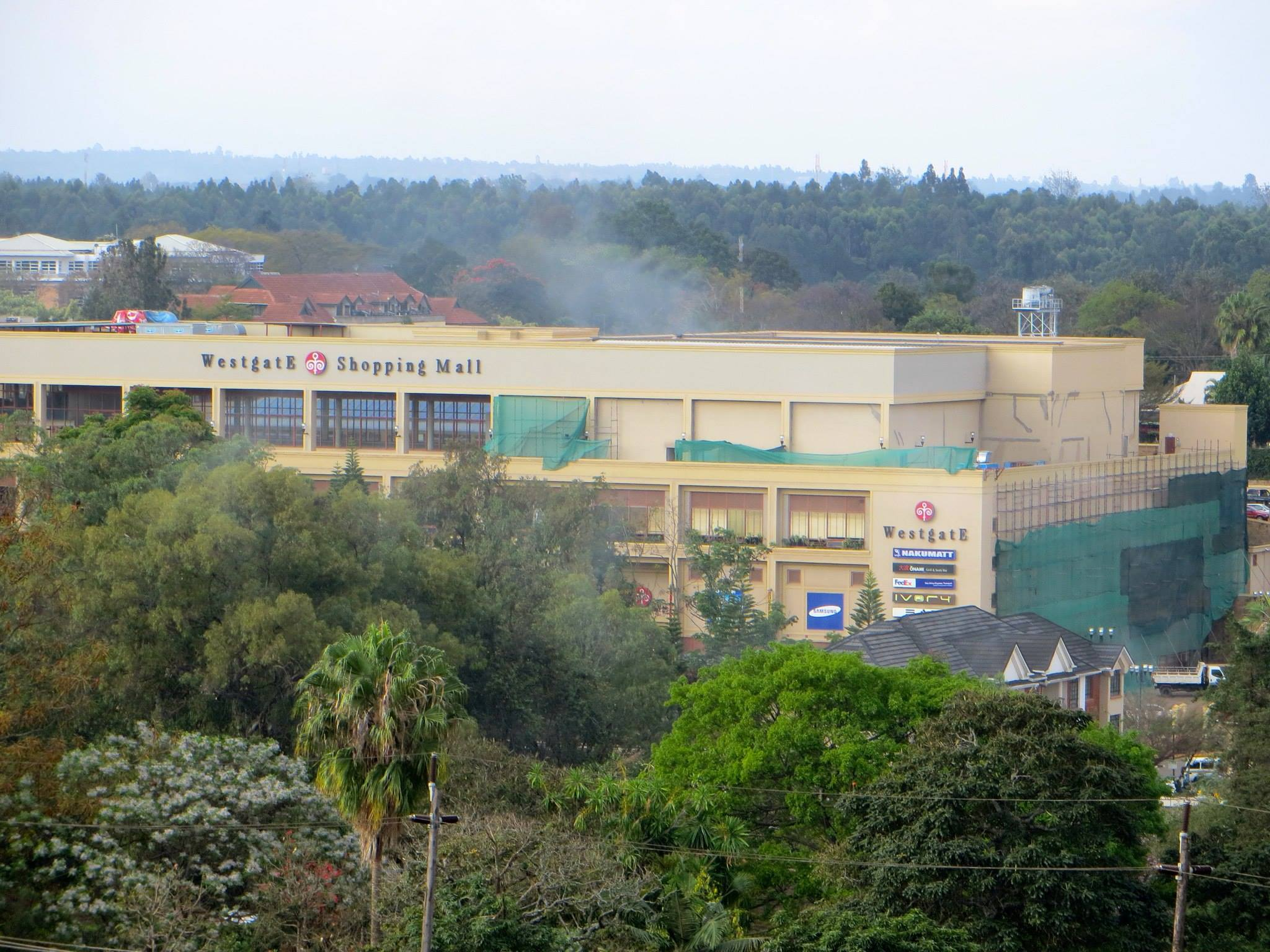
Galeria handlowa zaatakowana w czasie ataku terrorystycznego w Nairobi, 2013 rok

- 2002 – mimo wielu zabiegów wybory prezydenckie przegrywa syn Kenyatty, Uhuru, wystawiony przez Moiego i KANU; prezydentem zostaje Mwai Kibaki; KANU traci większość parlamentarną na rzecz National Rainbow Coalition (NARC)
- 28 listopada 2002 – zamach na hotel i próba zestrzelenia samolotu w Mombasie[22]
- maj-listopad 2007 – 120 ofiar śmiertelnych zamieszek między sektą Mungiki a policją
- 2007 – błędy Kibakiego i NARC ułatwiają sukces partii Orange Democratic Movement (ODM) reprezentowanej przez Raila Odingę i wspieranej przez ludy Luo i Kalendżin; wybory prezydenckie nie zostały rozstrzygnięte, co doprowadziło do aktów przemocy[18]
- 2008 – 300 000 Kikujów zostaje wypędzonych z doliny ryftowej przez bojówki Kalendżin; odwet Kikujów[23]
- 4 sierpnia 2010 – w referendum konstytucyjnym Kenia przyjmuje nową konstytucję, która m.in. ma zapobiec powtórzeniu aktów przemocy, takich jak po wyborach z 2007 roku
- 2011 – podjęcie oficjalnego śledztwa w sprawie masakry w Wagalla[24]
- 2013 – wybory prezydenckie wygrał Uhuru Kenyatta
- 21 września 2013 – atak terrorystyczny w Nairobi
- 2 kwietnia 2015 – zamach w Garissa University College[25]
- 13 marca 2020 – pierwszy potwierdzony przypadek COVID-19 w Kenii[26]
- 2022 – prezydentem państwa zostaje William Ruto